# Enoch (Utah)
Enoch je město v okresu Iron County ve státě Utah ve Spojených státech amerických. K roku 2000 zde žilo 3 467 obyvatel. S celkovou rozlohou 8,6 km² byla hustota zalidnění 404,3 obyvatel na km².